# Араваноподібні
Араваноподібні (Osteoglossiformes) — ряд променеперих риб надряду Араваноїдні (Osteoglossomorpha). Включає 245 сучасних видів.

## Поширення
Представники ряду поширені у Південній Америці, Африці, Південній Азії та Австралії. Ці регіони у мезозойську еру були частиною континенту Гондвана.

## Опис
Араваноподібні характеризуються наявністю кісткових зубців на язику. Передня частина проходу шлунково-кишкового тракту розташована ліворуч від стравоходу і шлунка (у всіх інших риб вона проходить праворуч). В іншому араваноподібні риби значно розрізняються за розміром і формою; найменшим видом є Pollimyrus castelnaui, який сягає всього 2 см (0,79 дюйма) завдовжки, в той час як найбільшим видом є арапаїма (Arapaima gigas), що досягає понад 2,5 м (8,2 футів).

## Спосіб життя
Всі араваноподібні є прісноводними видами.

## Класифікація
- † Opsithrissops
- † Wilsonichthys
- Notopteroidei
  - Gymnarchidae — гімнархові
  - Mormyridae — мормирові
  - Notopteridae — нотоптерові
  - †Ostariostomidae
- Osteoglossoidei
  - Arapaimidae — арапаймові
  - † Huashiidae
  - Osteoglossidae — араванові
  - Pantodontidae
  - †Singidididae